# 里瓦-瓦尔多比亚
里瓦-瓦尔多比亚（義大利語：Riva Valdobbia），是意大利韦尔切利省的一个市镇。总面积62平方公里，人口248人，人口密度4.0人/平方公里（2009年）。ISTAT代码为002114。